# Neuville-sur-Ornain
 Neuville-sur-Ornain  es una población y comuna francesa, en la región de Lorena, departamento de Mosa, en el distrito de Bar-le-Duc y cantón de Revigny-sur-Ornain.

## Demografía
| 406 | 332 | 341 | 381 | 423 | 347 |
| Para los censos de 1962 a 1999 la población legal corresponde a la población sin duplicidades (Fuente: INSEE [Consultar]) |     |     |     |     |     |